# 엑스페션
엑스페션(본명: 구본택, 1992년 9월 16일 ~ )은 대한민국의 전직 리그 오브 레전드 프로게이머이다. 현재 프로게임단 지도자로 활동하고 있다. 선수 시절 아이디는 Expession이다. 포지션은 탑 라이너였다.

## 선수 시절
팀 헌터스에서 프로게이머 커리어를 시작했다.
2012년 5월 30일, 나진 화이트 실드에 입단했다.
2013년 6월 15일, 형제팀인 나진 블랙 소드로 소속을 옮겼다. 2013 NLB 서머에서 팀의 우승에 기여했다. 2013 롤드컵에서는 좋은 모습을 보여주면서 팀의 4강 진출에 기여했다.
2015년 6월 30일, 롱주 게이밍에 입단했다. 롱주에서는 팀의 주전으로 활동했다. 2017 스프링 시즌에서는 팀의 주전 탑 라이너로 활약하면서 팀을 이끌었다.
2017년 9월, 은퇴를 선언했다.

## 지도자 생활
2019년 3월, DRX 챌린지팀의 코치로 부임했다.
2021년 2월 8일, DRX의 2군팀 감독으로 부임했다. 2022 시즌 종료 후 감독직에서 물러났다.

## 소속팀

### 선수
| # | 팀명             | 소속 기간             | 소속 리그 | 비고 |
| - | ---------------- | --------------------- | --------- | ---- |
| 1 | 팀 헌터스        |                       |           |      |
| 2 | 나진 화이트 실드 | 2012.05.30~2013.06.05 | LCK       |      |
| 3 | 나진 블랙 소드   | 2013.06.15~2014.02.05 | LCK       |      |
| 4 | 롱주 게이밍      | 2015.06.30~2017.05.23 | LCK       |      |

### 지도자
| # | 팀명 | 직책          | 소속 기간             | 소속 리그 | 비고 |
| - | ---- | ------------- | --------------------- | --------- | ---- |
| 1 | DRX  | 아카데미 코치 | 2019.03.24~2021.02.08 | LCK       |      |
| 2 | DRX  | 2군 감독      | 2021.02.08~2022.11.22 | LCK       |      |

## 수상 내역
- Go4LoL 프로 아시아 시즌 1 3위
- 기가바이트 스타스워 리그 4강
- 이엠텍 나이스게임TV 리그 오브 레전드 배틀 스프링 2013 준우승
- 기가바이트 나이스게임TV 리그 오브 레전드 배틀 서머 2013 우승
- 리그 오브 레전드 월드 챔피언십 시즌 3 4강
- ZOTAC 나이스게임TV 리그 오브 레전드 배틀 윈터 2013-2014 준우승
- 네네치킨 리그 오브 레전드 챌린저스 코리아 서머 2015 리그 2 준우승
- IEM 시즌 11 오클랜드 4강